# Cham cham
Il Cham cham o Chum chum ((BN) : চম চম) è un dolce tradizionale della cucina bengalese, diffuso anche in India e Pakistan. Porabari in Tangail District, Bangladesh, è stata famosa per circa 150 anni per un tipo di Chamcham che ha origine di Raja Ramgore.

## Preparazione
Il cham cham viene preparato a partire da un impasto di farina, panna, zucchero e latte, aromatizzato con zafferano, succo di limone, cocco grattugiato che ne conferiscono diverse colorazioni, tipicamente rosa, giallo pallido o bianco.

## Galleria d'immagini

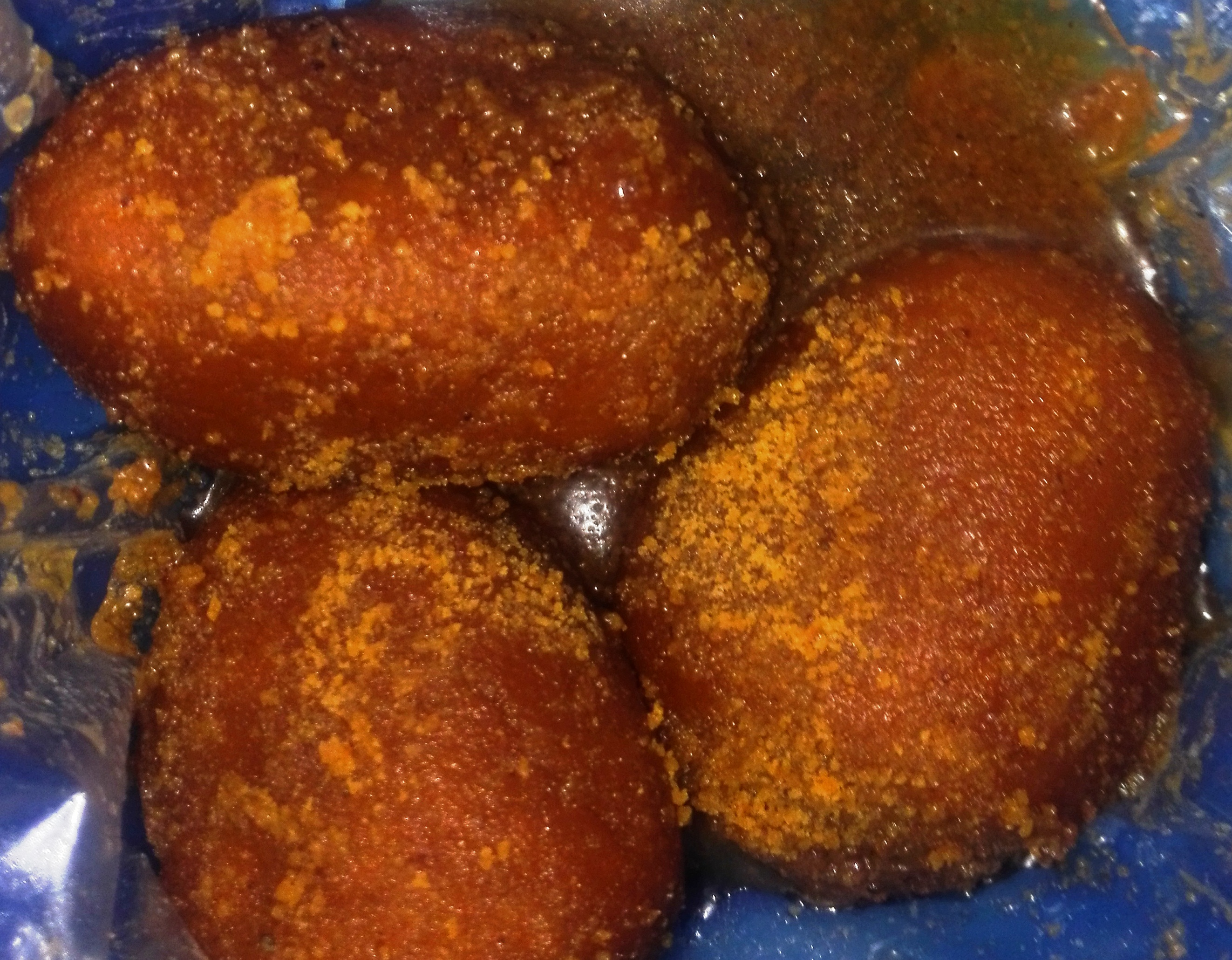
Tangail is famous for its Porabarir chomchom
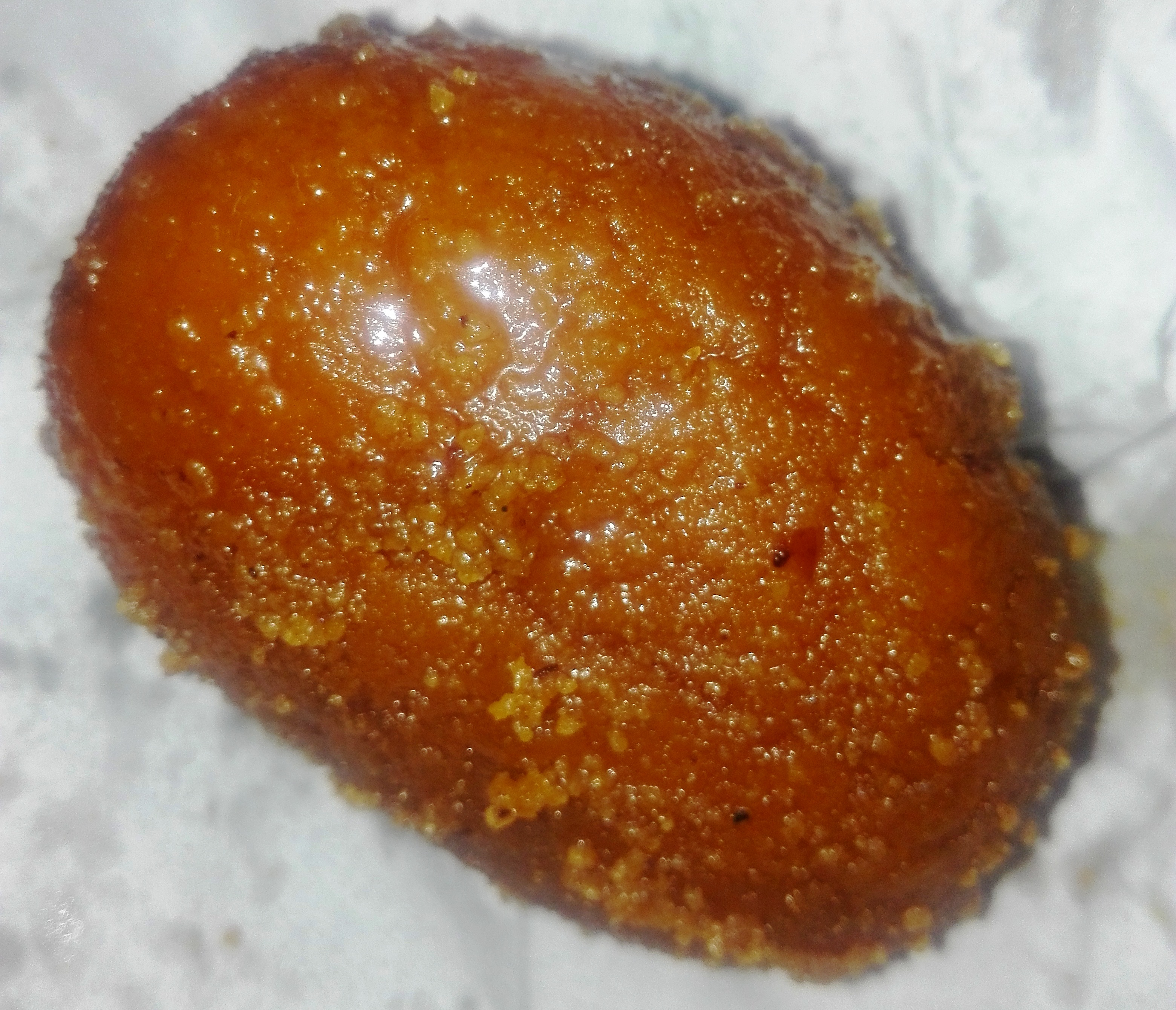
Tangailer chomchom
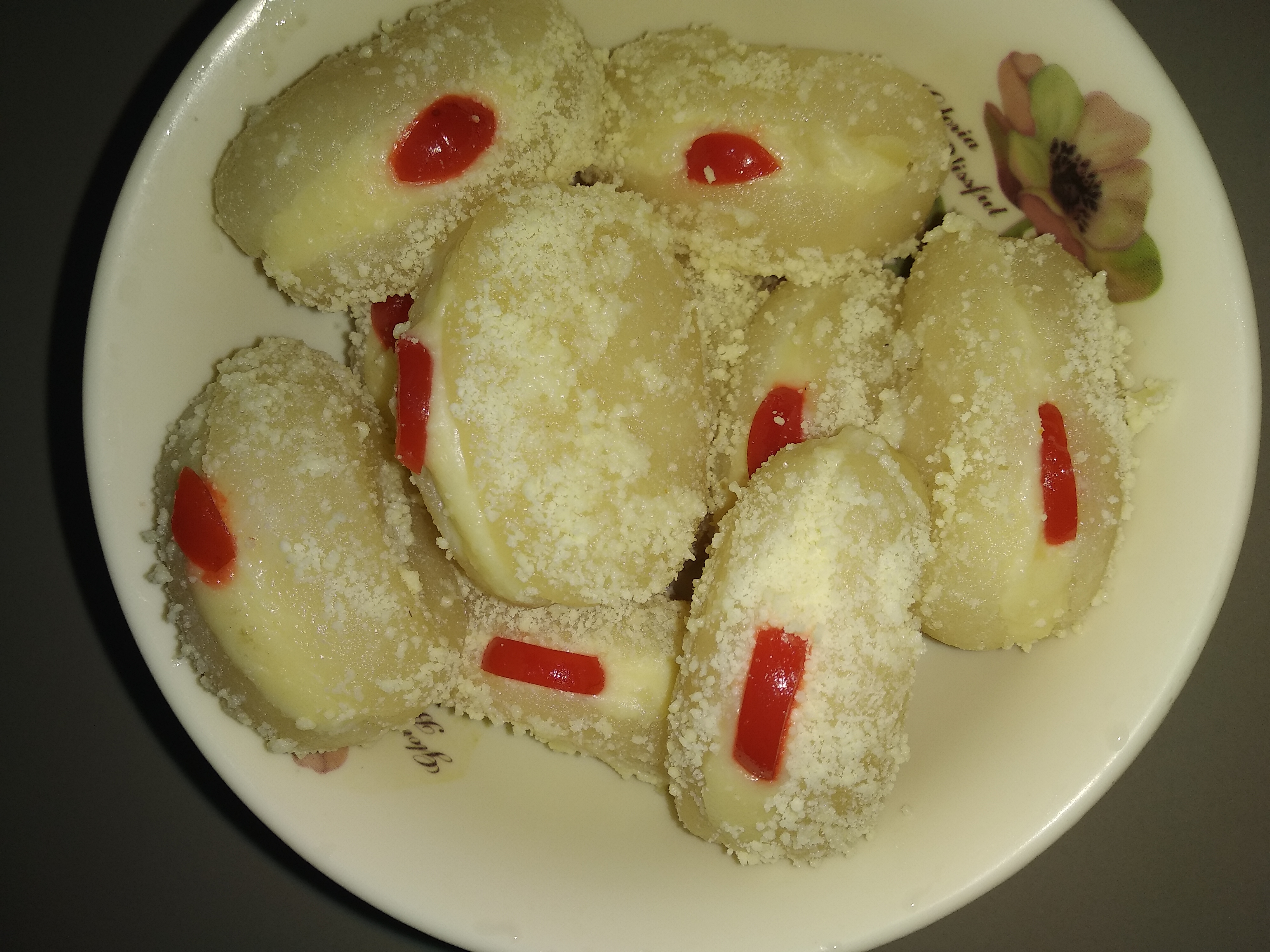
ciliegia chomchom